# Rashān
Rashān (persiska: رَءشان, رَقشان, رشان, Ra’shān) är en ort i Iran.   Den ligger i provinsen Markazi, i den centrala delen av landet, 260 km sydväst om huvudstaden Teheran. Rashān ligger 1 878 meter över havet och antalet invånare är 398.
Terrängen runt Rashān är varierad.Runt Rashān är det ganska glesbefolkat, med 48 invånare per kvadratkilometer. Närmaste större samhälle är Bāzneh, 9,4 km sydost om Rashān. Trakten runt Rashān består till största delen av jordbruksmark.